# The Alchemist (album)
Pour l’article homonyme, voir The Alchemist.

The Alchemist est un album de John Zorn qui comprend 2 œuvres issues de son catalogue de musique de concert : The Alchemist, qui constitue le sixième quatuor à cordes du compositeur, et Earthspirit, pièce pour trio de voix féminines. The Alchemist porte en sous-titre : "a true and faithful chronicling of the esoteric spiritual conferences and concomitant hermetic actions conducted by Her Majesty's Alchemist Dr. John Dee and one Edward Kelley invoking the Nine Hierarchies of Angelic Orders to visible appearance, circa 1587". Il est inspiré par le travail du mathématicien et occultiste britannique John Dee. Earthspirit est inspiré en partie par le site archéologique de Newgrange, en Irlande. La pièce met en musique le texte celtique sacré le plus ancien, Le Chant d'Amorgen.

## Titres
| No | Titre         | Durée |
| -- | ------------- | ----- |
| 1. | The Alchemist | 20:08 |
| 2. | Earthspirit   | 12:57 |

## Personnel
The Alchemist :
- Jay Campbell - violoncelle
- David Fulmer - alto
- Pauline Kim - violon
- Jesse Mills - violon

Earthspirit : 
- Mellissa Hughes - voix
- Jane Sheldon - voix
- Kirsten Sollek - voix